# Memphis May Fire
Memphis May Fire (MMF) är ett amerikanskt metalcore-band från Dallas i Texas. Deras musik har blivit jämförd med Underoath och He Is Legend.

## Historia

### Början (2006–2007)
Bandet bildades i december 2006, men det var först i februari 2007 som gruppen beslöt sig för att använda namnet Memphis May Fire, efter att tidigare ha kallat sig för O Captain, My Captain! I början av 2007 spelade bandet in och självutgav en EP, och började sakta men säkert bygga upp en skara med lokala anhängare. Kort därefter uppmärksammades Memphis May Fire av Josh Grabelle, chef på Trustkill Records. Grabelle kommenterade vad han tyckte om bandet i ett pressmeddelande: "Det finns en hel del riktigt spännande, ung, farlig musik som kommer ut från Texas just nu och Memphis May Fire är grädden på moset. Inte sedan Bullet for My Valentines Hand of Blood har vi hört en mer övertygande uppsättning låtar till en EP, där precis varenda låt är perfekt och tidlös. De här killarna är på väg mot någonting stort." I september 2007 skrev bandet kontrakt med  Trustkill, och deras självbetitlade EP släpptes i en nyutgåva genom skivbolaget i december 2007.

### Sleepwalking(2008–2009)
Memphis May Fire hoppades på att släppa sitt debutalbum under sommaren 2008, men under albumets inspelning bestämde sig sångaren Chase Ryan för att lämna bandet. Chase förklarade att han behövde prioritera sin nyfödda son, och inte ett band. Basisten Austin Radford beslutade sig också för att gå skilda vägar med bandet kort därefter. Han skulle ersättas av Cory Elder. Öppna provspelningar hölls kort efter Chases avgång och han ersattes senare av en ny sångare, Matty Mullins. Vid den här tidpunkten hade Memphis May Fire redan spelat in instrumenten till deras nya album med producenten Casey Bates och behövde därför bara spela in Mullins sång.
Deras debutalbum, Sleepwalking, släpptes den 21 juli 2009 genom Trustkill Records. Memphis May Fire har beskrivit albumet som "en ny typ av rock n' roll" och musikaliskt sett har det "mer aggressivt gitarrspel och påtagligt mer melodisk, men behåller den södra swaggern". Deras låt "Ghost in the Mirror" användes på soundtracket till Saw VI.
Den officiella musikvideon till "Ghost in the Mirror" släpptes den 2 februari 2010 på Trustkills Youtube-sida.

### Rise Records,Between the LiesochThe Hollow(2010–2011)
Memphis May Fire släppte en andra EP, betitlad Between the Lies, den 2 november 2010 genom Bullet Tooth Records med mer energi och en annorlunda stil än deras tidigare släpp. Den 9 december 2010 meddelade bandet på deras Facebook-sida att låten "Action/Adventure" skulle medverka på spelet Rock Band 3.
Den 17 januari 2011 meddelade Rise Records att Memphis May Fire skrivit kontrakt med skivbolaget och att ett nytt album skulle släppas under våren. Bandet spelade in sitt andra studioalbum på Chango Studios (Of Machines, I See Stars, Sleeping with Sirens, etc.) i Orlando, Florida. Den 31 mars gjordes det officiellt att bandets andra album, betitlat The Hollow, skulle släppas den 26 april 2011. Den 22 maj släpptes en låt från The Hollow, betitlad "The Sinner", på Rise Records Youtube-sida och på Itunes. Den 23 april släpptes hela albumet på Rise Records Youtube-sida.
Den 15 september släpptes videon till den ledande singeln från The Hollow, "The Sinner", regisserad av Thunder Down Country på Youtube.

### Challenger (2012– )
Den 11 februari 2012 gjordes det officiellt av Kellen McGregor att bandet skulle jobba med Cameron Mizell igen, för att spela in deras tredje studioalbum, Challenger. Albumet planerades att släppas den 26 juni genom Rise Records medan bandet spelar på Warped Tour. Den 11 april, runt midnatt, meddelade Ryan Bentley att han gått skilda vägar med bandet i ett tweet: "Jag är inte längre i Memphis May Fire. Detaljer senare." Den 17 april meddelade bandet att Anthony Sepe (ex-sångare i Lead Hands) skulle ersätta Ryan Bentley som deras nya gitarrist:
"För de som kanske inte redan vet, bestämde vi oss nyligen för att gå skilda vägar med vår gitarrist, Ryan Bentley, och önskar honom bara det bästa. Han är en begåvad person och vi har inga tvivel om att han kommer att lyckas, oavsett var livet leder honom. Med det sagt, skulle vi vilja att ni alla ger ett varmt välkomnande till vår nya gitarrist Anthony Sepe."
Trots förlusten av Bentley, släpptes albumet som planerat den 26 juni 2012.

## Bandmemdlemmar
Nuvarande medlemmar
- Kellen McGregor – sologitarr, sång, programmering, piano (2006– )
- Matty Mullins - sång, keyboard, piano (2008– )
- Cory Elder – basgitarr (2008– )
- Jake Garland – trummor (2010– )

Tidigare medlemmar
- R.C. Dooley – trummor (2006)
- Chase Ryan Robbins – sång (2006–2008)
- Ryan Bentley – kompgitarr (2006–2009, 2010–2012)
- Jeremy Grisham – trummor (2006–2010)
- Tanner Oakes – basgitarr (2006–2007)
- Austin Radford – basgitarr (2007–2008)
- Daniel De Los Santos – basgitarr (2008–2009)
- Joel Seir – rytmgitarr (2009–2010)
- Eric Molesworth – trummor (2009–2010)
- Anthony Sepe – kompgitarr (2012–2017)

## Diskografi

### Studioalbum
- 2009 – Sleepwalking
- 2011 – The Hollow
- 2012 – Challenger
- 2014 – Unconditional
- 2016 – This Light I Hold
- 2018 – Broken

### EP
- 2007 – Memphis May Fire
- 2010 – Between the Lies

## Videografi

### Musikvideor
- "North Atlantic Vs North Carolina" (2009)
- "Ghost in the Mirror" (2010)
- "The Sinner" (2011)
- "The Unfaithful" (2012)